# Crno jezero
Crno jezero (cyr. Црно језеро) – górskie jezioro polodowcowe na północy Czarnogóry; leży na wysokości 1416 m n.p.m. ok. 3 km na zachód od Žabljaka.

## Geografia
Crno jezero leży u stóp góry Međed, jednego ze szczytów gór Durmitor. Ma powierzchnię ponad 500 hektarów. Crno jezero składa się w rzeczywistości z dwóch jezior, które nazywają się Veliko jezero i Malo jezero. Obydwa jeziora połączone są wąskim kanałem, który w lecie wysycha i wtedy powstają dwa odrębne zbiorniki wodne.
- Veliko jezero ma powierzchnię 338 ha, jego maksymalna głębokość wynosi 24,5 m, maks. długość 855 m, maks. szerokość 615 m.
- Malo jezero ma powierzchnię 177 ha, jego maksymalna głębokość wynosi 49 m, maks. długość 605 m, maks. szerokość 400 m.

Maksymalna długość całego jeziora wynosi 1155 m. Ze względu na większą głębokość Malo jezero ma w rzeczywistości większą pojemność.
Crno jezero jest zasilane przez liczne potoki górskie, wśród których największym jest Mlinski potok (dosł. Młyński potok). Pozostałe płyną okresowo w czasie topnienia śniegów i w większości nie mają swoich nazw. Z jeziora wypływa rzeka Otoka.

## Turystyka
Crno jezero jest częstym celem wycieczek w górach Durmitor, jako ich największe i najbardziej znane jezioro polodowcowe, ale również za sprawą przystępnej, pieszej trasy z centrum Žabljaka. Ścieżka o długości ok. 3,5 km, okrążająca całe jezioro, cieszy się dużą popularnością wśród turystów. Crno jezero to również punkt wyjścia w masyw Durmitoru i do mniejszych jezior leżących wokół Žabljaka. W niewielkiej odległości od brzegu jeziora znajduje się restauracja serwująca tradycyjne dania kuchni czarnogórskiej.